# Charles Marshall
Charles Marshall (Warrenton, 3 ottobre 1830 – Baltimora, 19 aprile 1902) è stato un militare statunitense.
Aiutante di campo del generale Robert E. Lee, fu uno dei principali memorialisti della guerra civile americana e in seguito della propaganda confederata postbellica.

## Biografia

### Origini
Nativo della Virginia, era figlio del politico locale Alexander J. Marshall, discendente del famoso giudice della Corte Suprema degli Stati Uniti John Marshall. Era imparentato anche con George Marshall, uno dei principali generali statunitensi della seconda guerra mondiale e pensatore del piano Marshall. Studente di legge, lo scoppio della guerra civile americana lo convinse ad arruolarsi nell'esercito confederato. Per il primo anno di guerra rimase tuttavia inattivo perché gravemente ammalato.

### Con Robert E. Lee
Nel 1862 divenne aiutante di campo del generale sudista Robert E. Lee, che di lì a poco sarebbe diventato il comandante in capo dell'esercito confederato. Grazie alla sua formazione legale, Marshall era incaricato di redigere la documentazione ufficiale utilizzata nelle comunicazioni tra esercito e congresso sudista. Scrivendo i dispacci per conto di Lee, Marshall poté apprendere tutte le strategie impiegate dall'esercito confederato, che avrebbe poi trascritto nelle sue successive memorie.
Marshall seguì Lee per tutto il resto della guerra, e fu lui ad inviare a Ulysses Grant la richiesta di resa dopo la battaglia di Appomattox nel 1865. Incaricato quindi di trovare un luogo adatto per firmare l'armistizio, selezionò la casa del commerciante Wilmer McLean, che per un'incredibile casualità era il proprietario delle terre sulle quali era stata combattuta la prima battaglia di Bull Run, primo grande scontro della guerra civile.
Durante la resa confederata fu l'unico ufficiale sudista ad accompagnare Lee, rimanendo al suo fianco fino alla fine. Marshall scrisse poi anche il discorso di commiato di Lee alle truppe confederate, che di lì a poco si sarebbero definitivamente disgregate.

### Ultimi anni
Dopo la guerra scrisse le proprie memorie, e divenne infine un importante avvocato di Baltimora. Produsse in seguito studi approfonditi sulla guerra civile, specialmente sulla battaglia di Gettysburg. Fu inoltre uno dei principali ideologi della Causa Persa, quindi della giustezza della ribellione degli Stati Confederati d'America.
Morì nel 1902.